# Усадьба Мельцера
Усадьба Мельцера («дом Бабы-Яги», «дом-сказка») — памятник архитектуры. Расположен в Санкт-Петербурге, современный адрес дома — Полевая аллея, 6, Театральная аллея, 8.

## Внешний вид и планировка
Первый проект дома был создан в январе 1903 года; с осуществлённым вариантом он схож только каменным нижним и деревянным верхним этажом.
В композиции построенного в 1904—1906 годах собственного дома Р. Ф. Мельцер использовал мотивы скандинавского народного творчества (по другой оценке — мотивы древнерусского зодчества, русской национальной архитектуры и финского национального романтизма). Двускатная кровля над домом расположена очень высоко, перед зданием стоит двускатное крыльцо, также с высокой кровлей, внизу здание отделано грубо отёсаной плитой (светлый известняк и красный лицевой кирпич), выше — бревенчатым срубом. На нижнем каменном этаже находятся служебные и жилые помещения (вестибюль, кухня, ванная и гостиная), на верхнем размещались гостиная, мастерская, кабинет и библиотека. У здания три этажа, оно прямоугольное в плане, все фасады дома выглядят различно. Композиция здания гармонизирована многократным повторением в его формах треугольника.
В некоторых помещениях бревенчатые стены были оставлены неоштукатуренными. Внутреннее пространство оформлено невысокими перегородками, комбинированной мебелью, выполненной по рисункам архитектора на мебельной фабрике отца архитектора «Ф. Мельцер и К», встроенным оборудованием. В доме были изразцовые печи, облицованные зелеными и синими изразцами финского завода «Або». Также в декорации дома использовались лампы из цветного стекла, декоративные вставки в перегородках, фацетное стекло в дверцах мебели, на одном из рисунков Мельцера виден, вероятно, травлёный витраж.

## История
В 1916 году особняк достался брату архитектора Ф. Ф. Мельцеру. В 1918 году дом получила детская трудовая колония. С конца 1920-х годов здание стало коммунальным жильём. В 1970-е годы прошла реконструкция и перепланировка, дом стал государственной дачей ГУВД Ленинграда и области, с 2010 года дом был реконструирован и стал частью Государственной гостевой резиденции.

### Дело Зедельмайера
АО «Каменный остров» (KOC) — совместное предприятие, учреждённое ГУВД Санкт-Петербурга и компанией Зедельмайера (каждый соучредитель являлся владельцем 50 процентов акций). Городское УВД внесло свой вклад в совместное предприятие в виде 20 тысяч квадратных метров земли и права на 25-летнюю аренду особняка Мельцера. Немецкий же предприниматель, в свою очередь, оплатил ремонт здания, затратив на это два миллиона долларов (по другим данным — полтора миллиона долларов).
В 1993 году предприятие КОС выступило одним из учредителей Регионального фонда безопасности предпринимательства и личности. Однако вскоре ГУВД перестало участвовать в проекте, выйдя из состава учредителей совместного предприятия, поскольку государственным организациям запретили заниматься коммерцией. «Каменный остров» продолжал пользоваться зданием, вскоре совместное предприятие было перерегистрировано и стало частным охранным предприятием, «учрежденным физическими лицами при участии иностранного капитала».
В 1995 году хозяйственное управление администрации президента России Бориса Ельцина решило разместить в арендованном Зедельмайером особняке президентскую резиденцию. По сведениям «Коммерсанта», охранному предприятию было предложено сначала выехать из здания, а потом искать себе новое помещение. О компенсации затрат на ремонт и реконструкцию здания «Каменному острову» не было речи, поэтому выезжать на таких условиях сотрудники охранного предприятия не согласились. Работавший в Комитете по управлению городским имуществом Санкт-Петербурга Герман Греф заявлял прессе, что «Каменный остров» не предоставил документы, которые могли бы подтвердить размеры затрат на реконструкцию здания. По некоторым данным, Зедельмайер отказался от той недвижимости, которая была предложена ему взамен особняка на Каменном острове.
Даже после того, как KOC прекратил своё существование, Зедельмайер отказался освободить помещение и даже вступил в противоборство с милицией. Отмечалось, что собственная служба безопасности Зедельмайера в течение трех месяцев держала осаду, однако после этого инвентарь, находившийся в доме, был конфискован, а сам дом опечатан согласно распоряжению президента № 633-pп. Самому Зедельмайеру пришлось выехать из России по личным делам, но вернуться он уже не смог — ему было отказано во въезде в страну. В 1996 году особняк был передан в распоряжение Управления делами президента РФ, которое тогда возглавлял Павел Бородин. Позднее эта федеральная резиденция стала известна под названием «К-4».